# Campeonato de España de Ciclismo Contrarreloj 2018
La XXV edición del Campeonato de España de Ciclismo Contrarreloj se disputó el 22 de junio de 2018 en Vall d'Alba, Comunidad Valenciana, por un circuito que constó de 37,5 km de recorrido.
Participaron 45 ciclistas, siendo el equipo más representado el Movistar Team (6 corredores).
El ganador de la prueba fue Jonathan Castroviejo del Sky que superó a Gorka Izagirre y a Ion Izagirre, segundo y tercero respectivamente, ambos del Bahrain-Merida.

## Clasificación final
| \| Clasificación general \| Clasificación general \| Clasificación general \| Clasificación general \| Clasificación general \| \| Ciclista \| Ciclista \| Equipo \| Tiempo \| \| \| --------------------- \| ----------------------- \| -------------------------- \| --------------------- \| --------------------- \| \| 1.º \| Jonathan Castroviejo \| Team Sky \| 47 min 46 s \| \| \| 2.º \| Gorka Izagirre \| Bahrain-Merida \| + 37 s \| \| \| 3.º \| Ion Izagirre \| Bahrain-Merida \| + 38 s \| \| \| 4.º \| Alejandro Valverde \| Movistar Team \| + 1 min 04 s \| \| \| 5.º \| Sebastián Mora \| \| + 1 min 14 s \| \| \| 6.º \| Jesús Herrada \| Cofidis, Solutions Crédits \| + 2 min 10 s \| \| \| 7.º \| Rubén Fernández Andújar \| Movistar Team \| + 3 min 00 s \| \| \| 8.º \| Igor Merino \| Burgos-BH \| DES \| \| \| 9.º \| Jorge Arcas \| Movistar Team \| + 3 min 14 s \| \| \| 10.º \| Lluís Mas \| Caja Rural-Seguros RGA \| + 3 min 36 s \| \| |                         |                            |              |
| |                         |                            |              |
| |                         |                            |              |
| Clasificación general |                         |                            |              |
| Ciclista | Ciclista                | Equipo                     | Tiempo       |
| 1.º | Jonathan Castroviejo    | Team Sky                   | 47 min 46 s  |
| 2.º | Gorka Izagirre          | Bahrain-Merida             | + 37 s       |
| 3.º | Ion Izagirre            | Bahrain-Merida             | + 38 s       |
| 4.º | Alejandro Valverde      | Movistar Team              | + 1 min 04 s |
| 5.º | Sebastián Mora          |                            | + 1 min 14 s |
| 6.º | Jesús Herrada           | Cofidis, Solutions Crédits | + 2 min 10 s |
| 7.º | Rubén Fernández Andújar | Movistar Team              | + 3 min 00 s |
| 8.º | Igor Merino             | Burgos-BH                  | DES          |
| 9.º | Jorge Arcas             | Movistar Team              | + 3 min 14 s |
| 10.º | Lluís Mas               | Caja Rural-Seguros RGA     | + 3 min 36 s |